# Pleurogona
Ordre
Les Pleurogona sont un ordre d'ascidies dont plusieurs espèces sont invasives.
Pour le WoRMS ce taxon est invalide.

## Liste des sous-ordres
Selon ITIS (19 mars 2020) :
- sous-ordre Stolidobranchia Lahille, 1887